# 栗田貫一
栗田貫一（1958年3月3日—），日本男性搞笑藝人及配音員。本名是栗原良之。出身於東京都，隸屬於。妻子是。
配音方面的代表作為《魯邦三世》系列（第二任，接手已故的原配音員山田康雄）。

## 演出

### 電視劇
- 錢形警部：旁白

### 電影
- 六本木バナナ・ボーイズ：前島

### 電視動畫
- 魯邦三世 系列（1995年 - 2022年，魯邦三世〈第二任〉）

### OVA
- 魯邦三世 系列（2002年 - 2012年，魯邦三世〈第二任〉）

### 動畫電影
- 魯邦三世 系列（1995年 - 2025年，魯邦三世〈第二任〉）

### 遊戲
- 魯邦三世 系列（1997年 - 2019年，魯邦三世〈第二任〉）

### 外語配音
- 朱蒙（富士電視台）每週日 BS富士
- 火线警告（Michael Westen）每週一 讀賣電視台

## 註解
1. 1 2  三木プロダクション 的存檔，存档日期2012-06-09.

## 外部連結
- （日語） 三木プロダクション，事務所上的介紹頁面。
- （日語） 栗田貫一のゴルフブログ　クリカンのやっぱりゴルフ－GDO （页面存档备份，存于），栗田貫一的網誌。